# 里奥尼德·赫维克兹
里奥尼德·赫维克兹（波蘭語：Leonid Hurwicz，發音：[lɛˈɔɲit ˈxurvitʂ]；1917年8月21日—2008年6月24日），俄罗斯出生的波兰裔美国经济学家，明尼苏达大学经济学教授。
2007年，赫维克兹与埃克里·马斯金、罗杰·梅尔森因“机制设计理论”而获得诺贝尔经济学奖。